# Своронос
Своронос или Колокури (на гръцки: Σβορώνος, до 1953 година Κολοκούρι, Колокури, катаревуса Κολοκούριον, Колокурион) е село в Северна Гърция, в дем Катерини, област Централна Македония.

## География
Своронос е разположено на 3 km западно от град Катерини на пътя за Тесалия през Олимп.

## История
В края на XIX век Колокури е гръцко село в Османската империя. Александър Синве („Les Grecs de l’Empire Ottoman. Etude Statistique et Ethnographique“) в 1878 година пише, че в Кулокури (Koulokouri), Китроска епархия, живеят 180 гърци.
След Балканските войни (1912 - 1913), Колокури попада в Гърция. Според преброяването от 1913 година Колокури има 110 жители.  В 20-те години тук са настанени 270 гърци бежанци. В 1953 година селото е прекръстено на Своронос.
Населението традиционно произвежда пшеница, тютюн и други земеделски продукти, като се занимава частично и със скотовъдство.
| Име     | Име      | Ново име | Ново име | Описание                             |
| ------- | -------- | -------- | -------- | ------------------------------------ |
| Караули | Καραούλι | Агнанди  | Αγνάντι  | възвишение на СЗ от Своронос (171 m) |

| Година    | 1913 | 1920 | 1928 | 1940 | 1951 | 1961 | 1971 | 1981 | 1991 | 2001 | 2011 | 2021 |
| --------- | ---- | ---- | ---- | ---- | ---- | ---- | ---- | ---- | ---- | ---- | ---- | ---- |
| Население | 110  | 230  | 565  | 644  | 854  | 1828 | 1200 | 1509 | 1611 | 1931 | 1948 | 1842 |

## Личности
Родени в Своронос
- Кириакос Пападопулос (р. 1992), гръцки футболист